# Ковальов Костянтин Георгійович
Костянти́н Гео́ргійович Ковальо́в (10 травня 1958 — 31 січня 2015) — молодший сержант резерву 2-го батальйону спеціального призначення НГУ «Донбас», учасник російсько-української війни.

## Життєвий шлях
Начальник поста збору та обробки інформації, 2-й батальйон спеціального призначення НГУ «Донбас», псевдо «Гера».
31 січня 2015-го загинув поблизу міста Вуглегірськ під час виконання службово-бойового завдання по вивезенню поранених вояків. Тоді ж полягли молодші сержанти Кадир Магомедов, солдат Сергій Мякотін, Сергій Беляєв, Олександр Копиця. Ще 11 зазнали поранень.
Похований в місті Дніпро.

## Нагороди та вшанування
- Указом Президента України № 365/2015 від 27 червня 2015 року, «за особисту мужність і високий професіоналізм, виявлені у захисті державного суверенітету та територіальної цілісності України, вірність військовій присязі», нагороджений орденом «За мужність» III ступеня (посмертно)[1].
- Вшановується в меморіальному комплексі «Зала пам'яті», в щоденному ранковому церемоніалі 31 січня[2][3].